# Need for Speed: ProStreet
Need for Speed: ProStreet (kurz NFSPS) ist der elfte Teil der von Electronic Arts entwickelten Computerrennspielreihe Need for Speed und erschien am 22. November 2007 für Windows, Wii, PlayStation 2, PlayStation 3, PlayStation Portable und Xbox 360. Zudem erschien es für den Nintendo DS in einer abgewandelten Version. Der Untertitel ProStreet war von Electronic Arts zunächst dementiert worden, wurde jedoch im Rahmen der offiziellen Ankündigung schließlich doch bestätigt.
Die Multiplayer-Server wurden zum 13. April 2012 abgeschaltet.

## Spielprinzip
Das Spielprinzip von Need for Speed: ProStreet unterscheidet sich deutlich von dem der Vorgänger. So verfügt das Spiel über eine deutlich simulationslastigere Steuerung als alle Vorgänger. Daher sind die im Spiel ausgetragenen Rennen keine illegalen Straßenrennen mehr, sondern werden auf befestigten, abgesperrten Rennkursen ausgetragen. Ebenfalls neu eingeführt wurde ein Schadensmodell, das sich nicht nur auf die Optik der Fahrzeuge, also ein zunehmend ramponierteres Aussehen, auswirkt, sondern auch auf das Fahrverhalten. Dadurch kann es jedoch auch dazu kommen, dass das Fahrzeug so stark beschädigt wird, dass dieses fahrunfähig wird. Dies führt unweigerlich dazu, dass der Spieler aus dem Rennen ausscheidet.
Es gibt vier verschiedene Rennmodi, die sich noch weiter variieren lassen. Die vier Rennmodi sind: Grip, Drift, Drag und Speed. Grip-Rennen sind dabei klassische Rennen auf Rundkursen. Es gibt dabei wiederum vier verschiedene Arten von Grip-Rennen. Bei Grip-Klasse-Rennen werden die Wagen vor dem Rennen je nach Leistung in eine von zwei Gruppen A oder B eingeteilt, wobei in Gruppe A die langsameren und in Gruppe B die schnelleren Fahrzeuge sind. Die Gruppe A startet hier zuerst. Verglichen wird der Spieler nur mit den Wagen der eigenen Klasse. Je besser dieser Vergleich aussieht, umso mehr Punkte erhält der Spieler. Außerdem gibt es noch normale Grip-Rennen, bei denen die Unterteilung in verschiedene Gruppen nicht stattfindet, weshalb es möglich ist, dass Wagen verschiedener Leistungsstufen gegeneinander fahren. Die weiteren Grip-Rennmodi sind Zeitfahr-Rennen, bei denen der Fahrer mit der schnellsten Rundenzeit das Rennen gewinnt und den Sektor-Shootout. Bei diesem wird die Strecke in vier Sektoren unterteilt, der Fahrer mit der höchsten Geschwindigkeit in einem Sektor beherrscht diesen und erhält Bonuspunkte. Der Fahrer, der am Ende des Rennens die meisten Punkte hat, gewinnt.
Beim Drift gibt es nur einen klassischen Drift-Modus, bei dem der Fahrer mit der höchsten Punktzahl gewinnt; dabei geben schnelle und steile Drifts mehr Punkte als andere. Beim Drag-Rennmodus gibt es dahingegen drei verschiedene Unter-Rennmodi. Bei allen Drag-Rennen gibt es einen Unterschied zu den Drag-Rennen der Vorgänger, insofern, als vor dem Rennen zunächst durch einen Burnout, also durchdrehende Räder, diese auf die richtige Temperatur gebracht werden müssen, was sich auf die Geschwindigkeit auswirkt. Es gibt den Viertelmeilen-Drag, den Halbmeilen-Drag und den Wheelie-Wettbewerb, bei dem der Fahrer gewinnt, der am längsten mit den Vorderrädern in der Luft bleibt, ohne sich zu überschlagen.
Der vierte Rennmodus Speed wird wiederum in zwei Rennmodi unterteilt, den Top-Speed-Lauf und die Speed-Challenge. Beim Top-Speed-Lauf werden auf der Strecke Kontrollpunkte errichtet, an denen die gefahrene Geschwindigkeit ermittelt wird. Der Fahrer mit der höchsten Gesamtgeschwindigkeit gewinnt das Rennen. Bei der Speed-Challenge gewinnt der Fahrer, der als erstes bei einem Rennen am anderen Ende der Strecke ankommt.
Wird ein Wagen während eines Rennens beschädigt, so kann dieser mit Reparatur- und Totalschaden-Gutscheinen wieder repariert werden. Diese können nach Rennen gewonnen oder von nach den Rennen gewonnenem Spielgeld gekauft werden.
Ziel des Spiels ist es, als fiktiver Rennfahrer Ryan Cooper der Spitzenfahrer aller Elite-Organisationen der vier Renntypen und schließlich der Gesamt-Elite-Organisation zu werden.

### Fahrzeuge
Folgende Wagen sind in diesem Teil fahrbar:
| - Acura Integra LS - Acura NSX - Acura Integra Type R - Aston Martin DB9 - Aston Martin DBR9 - Audi R8 - Acura RSX - Audi RS4 - Audi S3 - Audi S4 - Audi TT Quattro - BMW E46 M3 - BMW E92 M3 - BMW Z4 M Coupé - Bugatti Veyron 16.4 - Cadillac CTS-V - Chevrolet Camaro Concept - Chevrolet Camaro SS - Chevrolet Chevelle SS - Chevrolet Cobalt SS - Chevrolet Corvette C2 Sting Ray - Chevrolet Corvette C6 - Chevrolet Corvette Z06 - Dodge Challenger | - Dodge Challenger Concept - Dodge Charger R/T - Dodge Viper SRT10 - Ford Escort RS Cosworth - Ford Focus ST - Ford GT - Ford Mustang GT - Honda Civic CX Hatchback - Honda Civic Si - Honda S2000 - Infiniti G35 Coupe - Koenigsegg CCX - Lamborghini Gallardo Superleggera - Lamborghini Murcielago LP640 - Lancia Delta Integrale Evo - Lexus IS350 - Lotus Elise - Mazda RX-7 - Mazda RX-8 - Mazda Speed 3 - McLaren F1 - Mercedes SL65 AMG - Mitsubishi Eclipse - Mitsubishi Lancer Evolution IX MR-edition | - Mitsubishi Lancer Evolution X - Nissan 240 SX S13 - Nissan 350Z - Nissan GT-R (R35) - Nissan GT-R Proto - Nissan Silvia S15 - Nissan Skyline R34 - Pagani Zonda F - Plymouth Road Runner - Pontiac GTO - Pontiac Solstice GXP - Porsche 911 GT2 997 - Porsche 911 GT3 - Porsche 911 GT3 RS - Porsche 911 Turbo 997 - Porsche Carrera GT - Porsche Cayman S - Seat Leon Cupra - Shelby GT500 - Subaru Impreza WRX STI - Toyota Corolla GT-S AE86 - Toyota Supra - Volkswagen Golf GTI - Volkswagen Golf R32 |

1. 1 2 3 4 5  Nur in der Collector’s Edition enthalten.
2. 1 2 3 4 5 6 7 8 9 10 11 12 13 14 15 16  Nur im Booster-Pack enthalten.

### Strecken
In diesem Teil wurden die folgenden Strecken integriert:
| - Autobahn AVUS - Autopolis - Chicago - Daikoku Futo - Ebisu Circuit - Infineon Raceway - Leipzig Test Track | - Mondello Park Circuit - Nevada Desert Highway - Portland International Raceway - Shuto Expressway - Texas World Speedway - Tokyo Expressway - Willow Springs Raceway |

## Rezeption
In der Fachpresse wurde das Spiel je nach Version recht unterschiedlich aufgenommen. So erreicht es auf der Seite Metacritic.com je nach Version einen Metascore zwischen 57 % (PSP) und 74 % (Nintendo DS).